# Robota

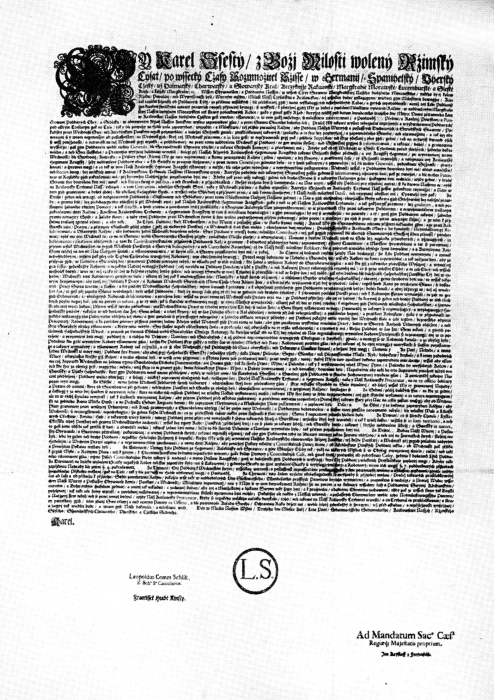
Robotní patent z 2. září 1717

Robota je ve feudálním systému neplacená služba poddaných (lidí podřízených vrchnosti) pro majitele panství (feudální vrchnost). Robotník je pak výraz pro poddaného povinného robotou. Robota zahrnovala velmi širokou paletu rozličných činností pro přesně daný počet dní v týdnu či v roce. Základními typy byla potažní robota a ruční robota. Ruční práce spočívaly například v tom, že poddaní museli na polích svých pánů plít plevel. Potažní robotou byli zatíženi sedláci disponující vlastním potahem (koňmi, voly) a zahrnovala především orbu.
Robotní zatížení vázlo vždy na dané usedlosti, nikoliv na konkrétním poddaném. Sedlák tak mohl na robotu vyslat jednoho ze svých čeledínů a sám se věnovat vlastnímu hospodářství. I jeden chybějící čeledín však pro něj mohl být značnou zátěží. 
Bez ohledu na životní potřeby sedláků byla robota též často vyžadována při setí nebo žních a tím představovala veliký problém pro poddané rolníky, kteří již právě v té době potřebovali zastat mnoho práce na svých vlastních polích. Postupem času byla robota stále častěji tzv. reluována, tedy nahrazována peněžním platem.

## Robota v českých zemích
Po třicetileté válce silně narostl objem roboty a ta zatěžovala sedláky stále více, takže systém panství fungoval stále méně.[zdroj?] Došlo k celkovému navýšení robotní povinnosti na 3 a více dnů v týdnu a omezena osobní svoboda. Pracovalo se od rozbřesku do soumraku, v průměru asi 12 hodin denně, a to s dvouhodinovou polední přestávkou. V letních měsících se na panském pracovalo až 16 hodin denně. Podle robotního patentu z roku 1738 měl „robotíř při rukovní práci něco dýl než hovado vytrvati.“ Po zrušení nevolnictví císařem Josefem II. roku 1781 byl systém pozvolna odstraněn. Robota v českých zemích byla zrušena císařským patentem ze dne 7. září 1848. 

## Robota v ostatních zemích
V Rakousku a některých oblastech Německa se lze setkat s výrazem Robath (nebo též Robot, pocházejícím z českého nebo slovanského výrazu robota, viz také slovo robotnik polsky, robotník slovensky, rabota rusky).[zdroj⁠?!]